# مرس حلو
مرس حلو أو سرفيل بلسمي حلو (الاسم العلمي:Myrrhis dulcis) هو نوع من النباتات يتبع جنس المرس من الفصيلة الخيمية.